# Hypomyces odoratus
Hypomyces odoratus é um fungo que pertence ao grupo dos ascomicetos. Ele parasita os cogumelos dos gêneros Russula e Lactarius. A espécie recebeu seu nome atual em 1964.